# Dansk Skolesløjd (blad)
Dansk Skolesløjd var et tidsskrift, der var organ for Dansk Sløjdlærerforening. Linjen var at støtte og fremme den metodiske retning Dansk Skolesløjd, hvis højborg var på Dansk Sløjdlærerskole på Værnedamsvej i København. 
Tidsskriftet var en videreførelse af Meddelelser fra Dansk Sløjdlærerforening. Navneskiftet skete, da staten overtog Dansk Sløjdlærerskole fra Dansk Sløjdforening. Fra Dansk Sløjdlærerforenings grundlæggelse i 1898 og frem til 1912 havde man fået bekendtgjort meddelelser i tidsskriftet Vor Ungdom, der var forløber for Dansk Pædagogisk Tidsskrift. Sløjdforkæmperen Herman Trier havde været medudgiver og redaktør af Vor Ungdom frem til 1903.
I 1978 blev de to gamle konkurrerende foreninger sammensluttet og dermed også tidsskrifterne Dansk Skolesløjd og Sløjdbladet, der blev videreført som SLØJD.

## Dansk Skolesløjds organer
- 1898-1912 meddelelser blev bragt i Vor Ungdom
- 1912-1918 Meddelelser fra Dansk Sløjdlærerforening
- 1919-1978 Dansk Skolesløjd
- 1978-2015 SLØJD udgivet af Danmarks Sløjdlærerforening

## Redaktører
- 1914-1915 Gomme Skonning, Århus
- 1915-1919 Mads Basse, Vejle
- 1919-1924 Jens Thamdrup, København
- 1924-1938 A.P. Pedersen, Esbjerg
- 1938-1949 R.C. Rasmussen, Frederiksberg
- 1949-1954 Keld Pedersen, København
- 1954-1971 Hans Larsen, Stenløse
- 1971-1978 Jørgen Beck, Amager